# Serieåret 2003

## Händelser

### Juni
- Juni-december - Dreamwave Productions Turtlesserier publiceras, där de fyra första numren är adaptioner av 2003 års TV-serie.[1]

### Okänt datum
- Ny serietidning i Sverige: Sune och hans värld.[2]
- Serietidningen Transformers Armada startas i Sverige, men läggs dock ner samma år.[3]

## Manga
- DNAngel
- Dragon Ball
- One Piece
- Ranma 1/2
- "Ett smakprov på Manga Mania" (reklamtidning, 16 sidor, utkast ur Manga Manias serier)
- Manga Mania 1-4/2003
- Dragon Ball 1/2003 (serietidning)
- Digimon 1-6/2003
- Teckna Manga! av Akira Toriyama
- Dragon Ball - Den stora boken av Akira Toriyama (Mangarelaterad bok med illustrationer)
- W.i.t.c.h. Sagan (pseudomanga)
- W.i.t.c.h. 1-12/2003 (pseudomanga)

## Pristagare
- Adamsonstatyetten: Chris Ware, Martin Kellerman
- Unghunden: Kamratposten
- Urhunden för svenskt album: Sjunde våningen av Åsa Grennvall
- Urhunden för översatt album: Ghost World av Daniel Clowes (USA)

## Utgivning
- Dragon Ball 36-42
- Ranma 1/2 1-3
- Klas Katt går till sjöss bokalbum som belönas med Urhunden i kategorin "Bästa originalsvenska seriealbum 2003" nästföljande år.

### Album
- Åter till Gallien (Asterix)[4]
- Eva & Adam - Jag vill vara din[5]

### Fotnoter
1. ↑  ”Unofficial TMNT Comic Checklist”. Januari 2011. http://mutantooze.org/TMNT%202011%20Comic%20Checklist.pdf. Läst 18 mars 2012.
2. ↑  Seriesamlarna
3. ↑  ”Seriesamlarna”. http://www.seriesam.com/cgi-bin/guide?s=TRANSFORMERS+ARMADA+(2003). Läst 11 mars 2011.
4. ↑  ”Asterix”. Arkiverad från originalet den 14 september 2013. https://web.archive.org/web/20130914125822/http://www.asterix.com/the-collection/albums/. Läst 12 mars 2011.
5. ↑  Seriesamlarna